# Isuzu Axiom
 (août 2018).
Si vous disposez d'ouvrages ou d'articles de référence ou si vous connaissez des sites web de qualité traitant du thème abordé ici, merci de compléter l'article en donnant les références utiles à sa vérifiabilité et en les liant à la section « Notes et références ».
Le Isuzu Axiom est un SUV produit par la marque japonaise Isuzu de 2002 à 2004. 
Il était vendu exclusivement aux États-Unis.

## Présentation
Basé sur la plate-forme de l'Isuzu Rodeo, l'Isuzu Axiom remplace l'Isuzu Trooper. Le design de la voiture a été considéré comme radical à l'époque, mais très influent, car de nombreux éléments ont trouvé leur place dans le design d'autres modèles. Commercialisé comme un SUV de luxe, l'Axiom était inaccessible à plusieurs, ce qui a accéléré la disparition de la voiture en 2004, avec des plans pour être remplacé par l'Isuzu Ascender.